# Błażej Derey
Błażej Derey (ur. ok. 1587, zm. 12 maja 1666) – iluminator, skryptor, restaurator iluminowanych kodeksów. 

## Biografia
Był dominikaninem i pochodził z Siewierza. Śluby zakonne złożył w 1616 w Krakowie. Większość jego sygnowanych dzieł znajduje się w krakowskim klasztorze dominikanów, m.in. antyfonarz wykonany dla klasztoru w Przemyślu (1627), mszał (1630), graduały dla klasztoru w Piotrkowie.
Błażej Derey był uważany za autora Pieśni nabożnych (1645), jednak badacze uznają, że jedynie zajmował się skryptem, nie komponowaniem. To samo tyczy się czterogłosowego utworu Bogarodzica (1630). i Antiphonarium de tempore et de sanctis (1665).
Posługiwał się wielobarwnym tuszem i piórkiem. Stosował złocenia, srebrzenia i gwasz; inspirowały go wzory romańskie, gotyckie i renesansowe.